# Bobocasse
Bobocasse (Bobocasae, Bobocase, Bobokase) ist ein osttimoresischer Suco im Verwaltungsamt Pante Macassar (Sonderverwaltungsregion Oe-Cusse Ambeno).

## Geographie
Vor der Gebietsreform 2015 hatte Bobocasse eine Fläche von 14,99 km². Nun sind es 32,80 km². Der Suco liegt im Zentrum des Verwaltungsamts Pante Macassar. Nördlich und östlich befindet sich der Suco Costa, südlich Naimeco, westlich Cunha und nordwestlich Lalisuc. Durch den Südosten fließt der Fluss Bussi, der später als Abanal der Grenze zu Naimeco folgt. Der Abanal mündet an der Westgrenze in den Tono. Ein kleiner Wasserfall bietet sich als touristische Sehenswürdigkeit an.
Am Nordufer des Abanals liegen die Dörfer Bimelo, Oelole und Nuslao. Weitere Orte im Suco sind Bihala, Netenoke, Oenino und Eonae. In Bihala gibt es eine Grundschule, die Escola Primaria Bihala.
Im Suco befinden sich die zwei Aldeia Bihala (Behala) und Fatubijae.

## Einwohner
In Bobocasse leben 2.853 Einwohner (2022), davon sind 1.457 Männer und 1.396 Frauen. Im Suco gibt es 637 Haushalte. Fast 100 % der Einwohner geben Baikeno als ihre Muttersprache an.

## Geschichte
Während der Unruhen nach dem Unabhängigkeitsreferendum in Osttimor 1999 brannten Mitglieder der pro-indonesischen Miliz Sakunar am 23. September 1999 alle Häuser in Bobocasse nieder. Die Einwohner verloren ihre gesamte Habe inklusive ihrer Erntevorräte.

## Politik
Bei den Wahlen von 2004/2005 wurde Marculino Tafin zum Chefe de Suco gewählt. Bei den Wahlen 2009 gewann Virgilio de Deus und 2016 Sebastião Cob.

## Persönlichkeiten
- Firmino Taequi (* 1969), Politiker